# Andreas Bernardus de Quertenmont
Andreas Bernardus de Quertenmont (* 1. Februar 1750 in Antwerpen; † 3. Juni 1835 ebenda) war ein flämischer Zeichner, Maler, Kupferstecher und Radierer.

## Leben
De Quertenmont wurde an der Koninklijke Academie voor Schone Kunsten in Antwerpen unter Philippus Keminckx ausgebildet und widmete sich Kompositionen historischer und religiöser Szenerien, vornehmlich jedoch der Porträtmalerei.
Durch seine Arbeiten wurde er der erste Preisträger der Akademie in Antwerpen überhaupt und in der Folge zum Professor ernannt. 1778 wurde ihm schließlich die Direktion des Hauses übertragen. Nachdem er 1787 mit großem Erfolg ein eigenes Atelier eröffnet hatte, erhielt er 1790 er das Mitglieds-Diplom der Kunstakademie Düsseldorf.
De Quertenmont hatte zahlreiche Schüler, zu denen Jean-Joseph Delin (* 11. Januar 1774 in Antwerpen), Adriaan de Lelie (* 19. Mai 1755 in Tilburg; † 1821 in Amsterdam)
, A. Ritt aus Sankt Petersburg und andere gehörten.

## Werke (Auswahl)

Cornelius Franciscus Nelis, Bischof von Antwerpen (1785–1798);
Stich von Thelott nach Quertenmont, um 1790

Neben Radierungen nach Peter Paul Rubens und von Dyck sind weitere Arbeiten de Quertenmonts bekannt.
- 1787 gab de Quertenmont ein Album heraus mit 55 Porträts zur Erinnerung an eine wichtige Vereinigung der Staaten von Brabant.
- Religiöse Arbeiten de Quertenmonts finden sich in der Sint-Pauluskerk und der Carolus Borromeuskerk in Antwerpen.[5]

## Restitution von Raubkunst
- Die National Portrait Gallery in London besitzt ein Porträt Peter Scheemakers, das de Quertenmont 1776 in Öl auf Leinwand gemalt hat. Die früheren Eigentümer sind unbekannt, es gibt einen Hinweis auf mögliche „Plünderung“ jüdischen Eigentums während der Zeit des Nationalsozialismus: Das Gemälde gelangte von Genevive Catherine Scheemakers an Marie Julie Thibaut (geborene Duboureq). Ungeklärt ist, wie es 1934 in Paris in den Besitz von Henri F. Rummel gelangte, dem Präsidenten der Shell Company in Frankreich.[6]